# The Rugby Championship 2017
 (mars 2018).
Navigation
The Rugby Championship 2016 The Rugby Championship 2018
Le Rugby Championship 2017 est une compétition de rugby à XV qui oppose les sélections d'Afrique du Sud (Springboks), d'Argentine (Pumas), d'Australie (Wallabies) et de Nouvelle-Zélande (All Blacks). La Nouvelle-Zélande remporte son cinquième Rugby Championship en six éditions avant même de jouer l'Argentine en raison du nouveau match nul entre l'Afrique du Sud et Australie. En effet, les Sprinboks, deuxièmes après cinq journées disputées, ne peuvent plus revenir sur les Néo-Zélandais lors du dernier match.

## Calendrier
| 19 août | ANZ Stadium, Sydney                        | Australie      | 34 - 54 | Nouvelle-Zélande |
| 19 août | Nelson Mandela Bay Stadium, Port Elizabeth | Afrique du Sud | 37 - 15 | Argentine        |

| 26 août | Forsyth Barr Stadium, Dunedin           | Nouvelle-Zélande | 35 - 29 | Australie      |
| 26 août | Estadio Padre Ernesto Martearena, Salta | Argentine        | 23 - 41 | Afrique du Sud |

| 9 septembre | Yarrow Stadium, New Plymouth | Nouvelle-Zélande | 39 - 22 | Argentine      |
| 9 septembre | Perth Oval, Perth            | Australie        | 23 - 23 | Afrique du Sud |

| 16 septembre | North Harbour Stadium, Auckland | Nouvelle-Zélande | 57 - 0  | Afrique du Sud |
| 16 septembre | Canberra Stadium, Canberra      | Australie        | 45 - 20 | Argentine      |

| 30 septembre | Free State Stadium, Bloemfontein      | Afrique du Sud | 27 - 27 | Australie        |
| 30 septembre | Estadio José Amalfitani, Buenos Aires | Argentine      | 10 - 36 | Nouvelle-Zélande |

| 7 octobre | Newlands Stadium, Cape Town          | Afrique du Sud | 24 - 25 | Nouvelle-Zélande |
| 7 octobre | Estadio Malvinas Argentinas, Mendoza | Argentine      | 20 - 37 | Australie        |

## Classement
| Rang | Nation               | J | V | N | D | Bo | Bd | Pm  | Pe  | Diff | Pts |
| ---- | -------------------- | - | - | - | - | -- | -- | --- | --- | ---- | --- |
| 1    | Nouvelle-Zélande (T) | 6 | 6 | 0 | 0 | 4  | 0  | 246 | 119 | +127 | 28  |
| 2    | Australie            | 6 | 2 | 2 | 2 | 2  | 1  | 195 | 179 | +16  | 15  |
| 3    | Afrique du Sud       | 6 | 2 | 2 | 2 | 1  | 1  | 152 | 170 | -18  | 14  |
| 4    | Argentine            | 6 | 0 | 0 | 6 | 0  | 0  | 110 | 235 | -125 | 0   |

|  | Vainqueur de la compétition |
|  | T : tenant du titre 2016    |

## Acteurs de la compétition

### Joueurs
Cette liste énumère les effectifs des équipes participantes au Rugby Championship 2017. Durant la compétition, les entraîneurs ont la possibilité de faire des changements et de sélectionner de nouveaux joueurs pour des raisons tactiques ou à la suite de blessures.

#### Afrique du Sud
Ci-dessous, le groupe convoqué par Allister Coetzee pour la compétition :
| Entraîneur | Entraîneur             | Allister Coetzee                                                                                                |
| Avants     | Pilier                 | Ruan Dreyer, Lizo Gqoboka, Steven Kitshoff, Frans Malherbe, Tendai Mtawarira, Trevor Nyakane, Coenie Oosthuizen |
| Avants     | Talonneur              | Malcolm Marx, Bongi Mbonambi, Chiliboy Ralepelle                                                                |
| Avants     | Deuxième ligne         | Lood de Jager, Pieter-Steph du Toit, Eben Etzebeth, Franco Mostert                                              |
| Avants     | Troisième ligne aile   | Uzair Cassiem, Jean-Luc du Preez, Siya Kolisi, Jaco Kriel, Oupa Mohojé                                          |
| Avants     | Troisième ligne centre | Daniel du Preez                                                                                                 |
| Arrières   | Demi de mêlée          | Ross Cronjé, Francois Hougaard, Rudy Paige                                                                      |
| Arrières   | Demi d'ouverture       | Curwin Bosch, Elton Jantjies, Handré Pollard                                                                    |
| Arrières   | Centre                 | Damian de Allende, Jesse Kriel, Jan Serfontein, Francois Venter                                                 |
| Arrières   | Ailier                 | Dillyn Leyds, Raymond Rhule, Courtnall Skosan                                                                   |
| Arrières   | Arrière                | Andries Coetzee, Warrick Gelant                                                                                 |

#### Argentine
Ci-dessous, le groupe convoqué par Daniel Hourcade pour la compétition :
| Entraîneur | Entraîneur             | Daniel Hourcade                                                                                   |
| Avants     | Pilier                 | Santiago García Botta, Ramiro Herrera, Lucas Noguera Paz, Enrique Pieretto, Nahuel Tetaz Chaparro |
| Avants     | Talonneur              | Agustín Creevy, Julián Montoya                                                                    |
| Avants     | Deuxième ligne         | Matías Alemanno, Marcos Kremer, Tomás Lavanini, Guido Petti Pagadizábal                           |
| Avants     | Troisième ligne aile   | Rodrigo Báez, Juan Manuel Leguizamon, Tomás Lezana, Pablo Matera, Javier Ortega Desio             |
| Avants     | Troisième ligne centre | Benjamin Macome, Leonardo Senatore                                                                |
| Arrières   | Demi de mêlée          | Gonzalo Bertranou, Tomás Cubelli, Martín Landajo                                                  |
| Arrières   | Demi d'ouverture       | Santiago González Iglesias, Nicolás Sánchez                                                       |
| Arrières   | Centre                 | Jerónimo de la Fuente, Bautista Ezcurra, Juan Martín Hernández, Matías Moroni, Matías Orlando     |
| Arrières   | Ailier                 | Emiliano Boffelli, Santiago Cordero, Manuel Montero                                               |
| Arrières   | Arrière                | Ramiro Moyano, Joaquín Tuculet                                                                    |

#### Australie
Ci-dessous, le groupe convoqué par Michael Cheika pour la compétition :
| Entraîneur | Entraîneur             | Michael Cheika                                                                 |
| Avants     | Pilier                 | Allan Alaalatoa, Tetera Faulkner, Sekope Kepu, Tom Robertson, Scott Sio        |
| Avants     | Talonneur              | Stephen Moore, Tatafu Polota-Nau, Jordan Uelese                                |
| Avants     | Deuxième ligne         | Rory Arnold, Adam Coleman, Kane Douglas, Izack Rodda, Rob Simmons              |
| Avants     | Troisième ligne aile   | Jack Dempsey, Ned Hanigan, Michael Hooper, Sean McMahon                        |
| Avants     | Troisième ligne centre | Adam Korczyk, Lopeti Timani                                                    |
| Arrières   | Demi de mêlée          | Will Genia, Nick Phipps, Joe Powell                                            |
| Arrières   | Demi d'ouverture       | Bernard Foley                                                                  |
| Arrières   | Centre                 | Kurtley Beale, Reece Hodge, Samu Kerevi, Tevita Kuridrani, Bill Meakes         |
| Arrières   | Ailier                 | Dane Haylett-Petty, Marika Koroibete, Izaia Perese, Curtis Rona, Henry Speight |
| Arrières   | Arrière                | Israel Folau                                                                   |

#### Nouvelle-Zélande
Ci-dessous, le groupe convoqué par Steve Hansen pour la compétition :
| Entraîneur | Entraîneur             | Steve Hansen                                                                       |
| Avants     | Pilier                 | Wyatt Crockett, Owen Franks, Nepo Laulala, Joe Moody, Ofa Tu'ungafasi              |
| Avants     | Talonneur              | Dane Coles, Nathan Harris, Ricky Riccitelli, Codie Taylor                          |
| Avants     | Deuxième ligne         | Scott Barrett, Brodie Retallick, Luke Romano, Sam Whitelock                        |
| Avants     | Troisième ligne aile   | Sam Cane, Vaea Fifita, Jerome Kaino, Ardie Savea, Liam Squire                      |
| Avants     | Troisième ligne centre | Kieran Read                                                                        |
| Arrières   | Demi de mêlée          | Tawera Kerr-Barlow, TJ Perenara, Aaron Smith                                       |
| Arrières   | Demi d'ouverture       | Beauden Barrett, Lima Sopoaga                                                      |
| Arrières   | Centre                 | Ryan Crotty, David Havili, Ngani Laumape, Anton Lienert-Brown, Sonny Bill Williams |
| Arrières   | Ailier                 | Israel Dagg, Rieko Ioane, Nehe Milner-Skudder, Waisake Naholo                      |
| Arrières   | Arrière                | Jordie Barrett, Damian McKenzie, Ben Smith                                         |

### Arbitres
| Rugby Europe                                                                                               | Oceania Rugby                                 | Rugby Afrique |
| --- | --------------------------------------------- | ------------- |
| - Wayne Barnes - Jérôme Garcès - Pascal Gaüzère - John Lacey - Nigel Owens - Romain Poite - Mathieu Raynal | - Glen Jackson - Angus Gardner - Ben O'Keeffe | - Jaco Peyper |

## 1rejournée
| Samedi 19 août 2017 | Australie | 34 - 54 (6 - 40) | Nouvelle-Zélande | ANZ Stadium, Sydney Arbitre : Wayne Barnes |
| Samedi 19 août 2017 | Essai(s) : 4 Curtis Rona (52e), Tevita Kuridrani (55e), Kurtley Beale (62e), Israel Folau (69e) Transformation(s) : 4 Bernard Foley (53e, 56e, 61e, 69e) Pénalité(s) : 2 Bernard Foley (4e, 16e) |                  | Essai(s) : 8 Liam Squire (10e), Rieko Ioane (18e, 21e), Ryan Crotty (25e, 40e+1), Sonny Bill Williams (34e), Damian McKenzie (43e), Ben Smith (48e) Transformation(s) : 7 Beauden Barrett (12e, 22e, 26e, 35e, 41e, 44e, 49e) | ANZ Stadium, Sydney Arbitre : Wayne Barnes |
| Samedi 19 août 2017 | |                  | | ANZ Stadium, Sydney Arbitre : Wayne Barnes |

| Titulaires · 69e Israel Folau 15 · Henry Speight 14 · 41e Samu Kerevi 13 · 61e Kurtley Beale 12 · 52e 68e Curtis Rona 11 · Bernard Foley 10 · 50e Will Genia 9 · 64e Sean McMahon 8 · (cap.) Michael Hooper 7 · Ned Hanigan 6 · Adam Coleman 5 · 50e Rory Arnold 4 · 51e Allan Alaalatoa 3 · 41e Stephen Moore 2 · 61e Scott Sio 1 · Remplaçants · 41e Tatafu Polota-Nau 16 · 61e Tom Robertson 17 · 51e Sekope Kepu 18 · 50e Rob Simmons 19 · 64e Lopeti Timani 20 · 50e Nick Phipps 21 · 68e Reece Hodge 22 · 55e 41e Tevita Kuridrani 23 · Entraîneur · Michael Cheika |  | Titulaires · 15 Damian McKenzie 67e 43e · 14 Ben Smith 48e · 13 Ryan Crotty 50e 25e 40+1e · 12 Sonny Bill Williams 34e · 11 Rieko Ioane 18e 21e · 10 Beauden Barrett · 9 Aaron Smith 53e · 8 Kieran Read (cap.) · 7 Sam Cane · 6 Liam Squire 63e 10e · 5 Sam Whitelock 62e · 4 Brodie Retallick · 3 Owen Franks 44e · 2 Codie Taylor 67e · 1 Joe Moody 51e 65e · Remplaçants · 16 Nathan Harris 67e · 17 Wyatt Crockett 51e 65e · 18 Ofa Tu'ungafasi 44e · 19 Luke Romano 62e · 20 Ardie Savea 63e · 21 TJ Perenara 53e · 22 Lima Sopoaga 67e · 23 Anton Lienert-Brown 50e · Entraîneur · Steve Hansen |

| Samedi 19 août 2017 | Afrique du Sud | 37 - 15 (13 - 5) | Argentine | Nelson Mandela Bay Stadium, Port Elizabeth Arbitre : Romain Poite |
| Samedi 19 août 2017 | Essai(s) : 4 Courtnall Skosan (37e), Raymond Rhule (53e), Siya Kolisi (66e), Pieter-Steph du Toit (73e) Transformation(s) : 4 Elton Jantjies (38e, 54e, 67e, 74e) Pénalité(s) : 3 Elton Jantjies (11e, 19e, 49e) |                  | Essai(s) : 2 Martín Landajo (32e), Emiliano Boffelli (59e) Transformation(s) : 1 Juan Martín Hernández (60e) Pénalité(s) : 1 Nicolás Sánchez (46e) | Nelson Mandela Bay Stadium, Port Elizabeth Arbitre : Romain Poite |
| Samedi 19 août 2017 | |                  | | Nelson Mandela Bay Stadium, Port Elizabeth Arbitre : Romain Poite |

| Titulaires · Andries Coetzee 15 · 53e Raymond Rhule 14 · Jesse Kriel 13 · 73e Jan Serfontein 12 · 37e Courtnall Skosan 11 · 76e Elton Jantjies 10 · Ross Cronjé 9 · Uzair Cassiem 8 · 61e Jaco Kriel 7 · 66e Siya Kolisi 6 · 60e Franco Mostert 5 · (cap.) Eben Etzebeth 4 · 74e Coenie Oosthuizen 3 · 74e Malcolm Marx 2 · 56e Tendai Mtawarira 1 · Remplaçants · 74e Bongi Mbonambi 16 · 56e Steven Kitshoff 17 · 74e Trevor Nyakane 18 · 73e 60e Pieter-Steph du Toit 19 · 61e Jean-Luc du Preez 20 · Francois Hougaard 21 · 76e Curwin Bosch 22 · 73e Damian De Allende 23 · Entraîneur · Allister Coetzee |  | Titulaires · 15 Joaquín Tuculet · 14 Ramiro Moyano · 13 Matías Orlando 56e · 12 Jerónimo de la Fuente · 11 Emiliano Boffelli 59e · 10 Nicolás Sánchez 54e · 9 Martín Landajo 58e 32e · 8 Leonardo Senatore 13e · 7 Tomás Lezana · 6 Pablo Matera · 5 Tomás Lavanini 70e · 4 Guido Petti Pagadizábal · 3 Enrique Pieretto · 2 Agustín Creevy (cap.) · 1 Nahuel Tetaz Chaparro 67e · Remplaçants · 16 Julián Montoya · 17 Lucas Noguera Paz 67e · 18 Ramiro Herrera · 19 Marcos Kremer 70e · 20 Javier Ortega Desio 13e · 21 Tomás Cubelli 58e · 22 Juan Martín Hernández 54e · 23 Matías Moroni 56e · Entraîneur · Daniel Hourcade |

## 2ejournée
| Samedi 26 août 2017 | Nouvelle-Zélande | 35 - 29 (14 - 17) | Australie | Forsyth Barr Stadium, Dunedin Arbitre : Nigel Owens |
| Samedi 26 août 2017 | Essai(s) : 5 Rieko Ioane (22e), Aaron Smith (40e+1), Beauden Barrett (61e, 78e), Ben Smith (71e) Transformation(s) : 5 Beauden Barrett (22e, 40e+2, 63e, 72e, 78e) |                   | Essai(s) : 5 Israel Folau (1er), Michael Hooper (11e), Bernard Foley (15e), Will Genia (67e), Kurtley Beale (76e) Transformation(s) : 2 Bernard Foley (12e, 77e) | Forsyth Barr Stadium, Dunedin Arbitre : Nigel Owens |
| Samedi 26 août 2017 | |                   | | Forsyth Barr Stadium, Dunedin Arbitre : Nigel Owens |

| Titulaires · Damian McKenzie 15 · 71e Ben Smith 14 · 28e 40e Ryan Crotty 13 · 62e Sonny Bill Williams 12 · 22e Rieko Ioane 11 · 63e 72e 46e 55e Beauden Barrett 10 · 40+1e 68e Aaron Smith 9 · (cap.) Kieran Read 8 · 12e Sam Cane 7 · 77e Liam Squire 6 · Sam Whitelock 5 · Brodie Retallick 4 · 62e Nepo Laulala 3 · 68e Dane Coles 2 · 68e Joe Moody 1 · Remplaçants · 68e Codie Taylor 16 · 68e Kane Hames 17 · 62e Ofa Tu'ungafasi 18 · 77e Scott Barrett 19 · 12e Ardie Savea 20 · 68e TJ Perenara 21 · 46e 55e Lima Sopoaga 22 · 28e 40e 62e Anton Lienert-Brown 23 · Entraîneur · Steve Hansen |  | Titulaires · 15 Israel Folau 1e · 14 Dane Haylett-Petty 63e · 13 Tevita Kuridrani · 12 Kurtley Beale 76e · 11 Henry Speight · 10 Bernard Foley 15e · 9 Will Genia 67e · 8 Sean McMahon · 7 Michael Hooper (cap.) 11e · 6 Ned Hanigan 63e · 5 Rory Arnold 65e · 4 Rob Simmons · 3 Allan Alaalatoa 41e · 2 Stephen Moore 38e · 1 Scott Sio 64e · Remplaçants · 16 Tatafu Polota-Nau 38e · 17 Tom Robertson 64e · 18 Sekope Kepu 41e · 19 Izack Rodda 65e · 20 Lopeti Timani 63e · 21 Nick Phipps · 22 Reece Hodge 63e · 23 Curtis Rona · Entraîneur · Michael Cheika |

| Samedi 26 août 2017 | Argentine | 23 - 41 (10 - 17) | Afrique du Sud | Estadio Padre Ernesto Martearena, Salta Arbitre : Pascal Gaüzère |
| Samedi 26 août 2017 | Essai(s) : 2 Ramiro Moyano (27e), Matías Moroni (58e) Transformation(s) : 2 Juan Martín Hernández (28e), Nicolás Sánchez (59e) Pénalité(s) : 3 Emiliano Boffelli (3e, 60e), Juan Martín Hernández (43e) Carton(s) jaune(s) : 2 Tomás Lavanini (8e), Juan Manuel Leguizamón (37e) Carton(s) rouge(s) : 1 Tomás Lavanini (56e) |                   | Essai(s) : 5 Siya Kolisi (19e, 48e), Elton Jantjies (38e, essai de pénalité (56e), Jean-Luc du Preez (77e) Transformation(s) : 4 Elton Jantjies (20e, 38e, 48e, 79e) Pénalité(s) : 2 Elton Jantjies (27e, 71e) Carton(s) jaune(s) : 1 Andries Coetzee (59e) | Estadio Padre Ernesto Martearena, Salta Arbitre : Pascal Gaüzère |
| Samedi 26 août 2017 | |                   | | Estadio Padre Ernesto Martearena, Salta Arbitre : Pascal Gaüzère |

| Titulaires · Joaquín Tuculet 15 · 27e 56e Ramiro Moyano 14 · Matías Orlando 13 · Jerónimo de la Fuente 12 · Emiliano Boffelli 11 · 56e Juan Martín Hernández 10 · 56e Tomás Cubelli 9 · 37e à 47e Juan Manuel Leguizamón 8 · 49e Tomás Lezana 7 · 57e Pablo Matera 6 · 8e à 18e 56e Tomás Lavanini 5 · Matías Alemanno 4 · 49e Ramiro Herrera 3 · 56e (cap.) Agustín Creevy 2 · Lucas Noguera Paz 1 · Remplaçants · 56e Julián Montoya 16 · Santiago García Botta 17 · 49e Enrique Pieretto 18 · 57e Marcos Kremer 19 · 49e Javier Ortega Desio 20 · 56e Martín Landajo 21 · 56e Nicolás Sánchez 22 · 58e 56e Matías Moroni 23 · Entraîneur · Daniel Hourcade |  | Titulaires · 15 Andries Coetzee 59e à 69e · 14 Raymond Rhule · 13 Jesse Kriel · 12 Jan Serfontein 71e · 11 Courtnall Skosan · 10 Elton Jantjies 38e · 9 Francois Hougaard 56e · 8 Uzair Cassiem 51e · 7 Jaco Kriel · 6 Siya Kolisi 19e 48e · 5 Franco Mostert 51e · 4 Eben Etzebeth (cap.) · 3 Coenie Oosthuizen 53e · 2 Malcolm Marx 76e · 1 Tendai Mtawarira 51e · Remplaçants · 16 Bongi Mbonambi 76e · 17 Steven Kitshoff 51e · 18 Trevor Nyakane 53e · 19 Pieter-Steph du Toit 51e · 20 Jean-Luc du Preez 51e 77e · 21 Rudy Paige 56e · 22 Curwin Bosch · 23 Damian de Allende 71e · Entraîneur · Allister Coetzee |

## 3ejournée
| Samedi 9 septembre 2017 | Nouvelle-Zélande | 39 - 22 (15 - 16) | Argentine | Yarrow Stadium, New Plymouth Arbitre : Angus Gardner |
| Samedi 9 septembre 2017 | Essai(s) : 6 Nehe Milner-Skudder (8e), Anton Lienert-Brown (18e), Israel Dagg (37e), Vaea Fifita (51e), Damian McKenzie (63e), Beauden Barrett (78e) Transformation(s) : 3 Lima Sopoaga (53e, 65e, 80e) Pénalité(s) : 1 Lima Sopoaga (70e) |                   | Essai(s) : 1 Nicolás Sánchez (40e+1) Transformation(s) : 1 Nicolás Sánchez (40e+1) Pénalité(s) : 4 Nicolás Sánchez (14e, 50e), Emiliano Boffelli (25e, 43e) Drop(s) : 1 Nicolás Sánchez (28e) | Yarrow Stadium, New Plymouth Arbitre : Angus Gardner |
| Samedi 9 septembre 2017 | |                   | | Yarrow Stadium, New Plymouth Arbitre : Angus Gardner |

| Titulaires · 63e Damian McKenzie 15 · 37e 50e Israel Dagg 14 · 18e Anton Lienert-Brown 13 · 76e Sonny Bill Williams 12 · 8e Nehe Milner-Skudder 11 · 50e à 60e 78e Beauden Barrett 10 · 66e TJ Perenara 9 · (cap.) Kieran Read 8 · 44e Ardie Savea 7 · 51e Vaea Fifita 6 · Brodie Retallick 5 · 53e Luke Romano 4 · 68e Nepo Laulala 3 · 68e Dane Coles 2 · 66eJoe Moody 1 · Remplaçants · 68e Codie Taylor 16 · 66e Wyatt Crockett 17 · 68e Ofa Tu'ungafasi 18 · 53e Scott Barrett 19 · 44e Sam Cane 20 · 66e Tawera Kerr-Barlow 21 · 50e Lima Sopoaga 22 · 76e Ngani Laumape 23 · Entraîneur · Steve Hansen |  | Titulaires · 15 Joaquín Tuculet · 14 Santiago Cordero 68e · 13 Matías Moroni 39e 41e · 12 Jerónimo de la Fuente 70e · 11 Emiliano Boffelli · 10 Nicolás Sánchez 40+1e · 9 Tomás Cubelli 66e · 8 Benjamín Macome 61e · 7 Javier Ortega Desio · 6 Pablo Matera · 5 Matías Alemanno 61e · 4 Guido Petti Pagadizábal · 3 Nahuel Tetaz Chaparro 66e · 2 Agustín Creevy (cap.) 66e · 1 Lucas Noguera Paz 70e · Remplaçants · 16 Julián Montoya 66e · 17 Santiago García Botta 70e · 18 Enrique Pieretto 66e · 19 Marcos Kremer 61e · 20 Tomás Lezana 61e · 21 Martín Landajo 66e · 22 Santiago González Iglesias 70e · 23 Matías Orlando 39e 41e 68e · Entraîneur · Daniel Hourcade |

| Samedi 9 septembre 2017 | Australie | 23 - 23 (13 - 10) | Afrique du Sud | Perth Oval, Perth Arbitre : Glen Jackson |
| Samedi 9 septembre 2017 | Essai(s) : 2 Kurtley Beale (28e), Tatafu Polota-Nau (48e) Transformation(s) : 2 Bernard Foley (30e, 49e) Pénalité(s) : 3 Bernard Foley (8e, 42e, 71e) |                   | Essai(s) : 2 Jesse Kriel (25e), Malcolm Marx (60e) Transformation(s) : 2 Elton Jantjies (28e, 61e) Pénalité(s) : 3 Elton Jantjies (5e, 55e, 69e) | Perth Oval, Perth Arbitre : Glen Jackson |
| Samedi 9 septembre 2017 | |                   | | Perth Oval, Perth Arbitre : Glen Jackson |

| Titulaires · Israel Folau 15 · 71e Henry Speight 14 · 76e Tevita Kuridrani 13 · 28e Kurtley Beale 12 · Reece Hodge 11 · Bernard Foley 10 · 71e Will Genia 9 · 62e Sean McMahon 8 · (cap.) Michael Hooper 7 · Ned Hanigan 6 · Adam Coleman 5 · 58e Rory Arnold 4 · 62e Sekope Kepu 3 · 71e 48e Tatafu Polota-Nau 2 · 68e Scott Sio 1 · Remplaçants · 71e Jordan Uelese 16 · 68e Tom Robertson 17 · 62e Allan Alaalatoa 18 · 58e Rob Simmons 19 · 62e Jack Dempsey 20 · 71e Nick Phipps 21 · 76e Samu Kerevi 22 · 71e Curtis Rona 23 · Entraîneur · Michael Cheika |  | Titulaires · 15 Andries Coetzee · 14 Raymond Rhule · 13 Jesse Kriel 25e · 12 Jan Serfontein · 11 Courtnall Skosan · 10 Elton Jantjies · 9 Ross Cronjé 66e · 8 Uzair Cassiem 55e · 7 Jaco Kriel · 6 Siya Kolisi · 5 Pieter-Steph du Toit 66e · 4 Eben Etzebeth (cap.) · 3 Coenie Oosthuizen 71e 76e · 2 Malcolm Marx 60e · 1 Tendai Mtawarira · Remplaçants · 16 Bongi Mbonambi · 17 Steven Kitshoff 55e · 18 Trevor Nyakane 71e 76e · 19 Lood de Jager 66e · 20 Jean-Luc du Preez 55e · 21 Francois Hougaard 66e · 22 Handré Pollard · 23 Damian de Allende · Entraîneur · Allister Coetzee |

## 4ejournée
| Samedi 16 septembre 2017 | Nouvelle-Zélande | 57 - 0 (31 - 0) | Afrique du Sud | North Harbour Stadium, Auckland Arbitre : Nigel Owens |
| Samedi 16 septembre 2017 | Essai(s) : 8 Rieko Ioane (16e), Nehe Milner-Skudder (20e, 52e), Scott Barrett (34e), Brodie Retallick (36e), Ofa Tu'ungafasi (64e), Lima Sopoaga (73e), Codie Taylor (80e+1) Transformation(s) : 7 Beauden Barrett (18e, 22e, 36e, 37e, 65e, 75e, 82e) Pénalité(s) : 1 Beauden Barrett (13e) |                 |                | North Harbour Stadium, Auckland Arbitre : Nigel Owens |
| Samedi 16 septembre 2017 | |                 |                | North Harbour Stadium, Auckland Arbitre : Nigel Owens |

| Titulaires · Damian McKenzie 15 · 20e 52e 54e Nehe Milner-Skudder 14 · Ryan Crotty 13 · 54e Sonny Bill Williams 12 · 16e Rieko Ioane 11 · Beauden Barrett 10 · 57e Aaron Smith 9 · (cap.) Kieran Read 8 · 57e Sam Cane 7 · 27e Liam Squire 6 · Sam Whitelock 5 · 36e Brodie Retallick 4 · 51e Nepo Laulala 3 · 57e Dane Coles 2 · 42e Kane Hames 1 · Remplaçants · 57e 80+1e Codie Taylor 16 · 42e Wyatt Crockett 17 · 51e 64e Ofa Tu'ungafasi 18 · 27e 34e Scott Barrett 19 · 57e Ardie Savea 20 · 57e TJ Perenara 21 · 54e 73e Lima Sopoaga 22 · 54e Anton Lienert-Brown 23 · Entraîneur · Steve Hansen |  | Titulaires · 15 Andries Coetzee · 14 Raymond Rhule · 13 Jesse Kriel · 12 Jan Serfontein 69e · 11 Courtnall Skosan · 10 Elton Jantjies 57e · 9 Francois Hougaard 59e · 8 Uzair Cassiem · 7 Jean-Luc du Preez 51e · 6 Siya Kolisi · 5 Franco Mostert 44e · 4 Eben Etzebeth (cap.) · 3 Ruan Dreyer 55e · 2 Malcolm Marx 57e · 1 Tendai Mtawarira 44e · Remplaçants · 16 Bongi Mbonambi 57e · 17 Steven Kitshoff 44e · 18 Trevor Nyakane 55e · 19 Lood de Jager 44e · 20 Pieter-Steph du Toit 51e · 21 Rudy Paige 59e · 22 Handré Pollard 57e · 23 Damian de Allende 69e · Entraîneur · Allister Coetzee |

| Samedi 16 septembre 2017 | Australie | 45 - 20 (10 - 13) | Argentine | Canberra Stadium, Canberra Arbitre : John Lacey |
| Samedi 16 septembre 2017 | Essai(s) : 6 Israel Folau (28e, 52e), Sekope Kepu (48e), Will Genia (71e), Nick Phipps (73e), Jordan Uelese (80e) Transformation(s) : 6 Bernard Foley (30e, 49e, 54e, 73e, 75e, 80e+2) Pénalité(s) : 1 Bernard Foley (5e) |                   | Essai(s) : 2 Martín Landajo (22e), Matías Moroni (77e) Transformation(s) : 2 Nicolás Sánchez (23e, 78e) Pénalité(s) : 2 Nicolás Sánchez (14e, 35e) Carton(s) jaune(s) : 1 Enrique Pieretto (70e) | Canberra Stadium, Canberra Arbitre : John Lacey |
| Samedi 16 septembre 2017 | |                   | | Canberra Stadium, Canberra Arbitre : John Lacey |

| Titulaires · 28e 52e Israel Folau 15 · 49e Henry Speight 14 · 64e Tevita Kuridrani 13 · Kurtley Beale 12 · Reece Hodge 11 · Bernard Foley 10 · 71e 73e Will Genia 9 · (cap.) Michael Hooper 8 · Sean McMahon 7 · 59e Ned Hanigan 6 · Adam Coleman 5 · 54e Rob Simmons 4 · 48e 64e Sekope Kepu 3 · 49e 61e 73e Tatafu Polota-Nau 2 · 67e Scott Sio 1 · Remplaçants · 49e 61e 73e 80e Jordan Uelese 16 · 67e Tom Robertson 17 · 64e Allan Alaalatoa 18 · 54e Izack Rodda 19 · 59e Jack Dempsey 20 · 73e 73e Nick Phipps 21 · 64e Samu Kerevi 22 · 49e Marika Koroibete 23 · Entraîneur · Michael Cheika |  | Titulaires · 15 Emiliano Boffelli · 14 Matías Moroni 77e · 13 Matías Orlando · 12 Jerónimo de la Fuente 73e · 11 Ramiro Moyano 40e · 10 Nicolás Sánchez · 9 Martín Landajo 22e 61e · 8 Tomás Lezana · 7 Javier Ortega Desio 70e · 6 Pablo Matera 64e · 5 Matías Alemanno · 4 Guido Petti Pagadizábal 69e · 3 Nahuel Tetaz Chaparro 64e 70e · 2 Agustín Creevy (cap.) 61e · 1 Lucas Noguera Paz 73e · Remplaçants · 16 Julián Montoya 61e · 17 Santiago García Botta 73e · 18 Enrique Pieretto 64e 70e à 80e · 19 Marcos Kremer 69e · 20 Juan Manuel Leguizamón 64e · 21 Tomás Cubelli 61e · 22 Santiago González Iglesias 73e · 23 Manuel Montero 40e · Entraîneur · Daniel Hourcade |

## 5ejournée
| Samedi 30 septembre 2017 | Afrique du Sud | 27 - 27 (10 - 13) | Australie | Free State Stadium, Bloemfontein Arbitre : Ben O'Keeffe |
| Samedi 30 septembre 2017 | Essai(s) : 3 Ruan Dreyer (17e), Jan Serfontein (42e), Courtnall Skosan (48e) Transformation(s) : 3 Elton Jantjies (17e, 43e, 50e) Pénalité(s) : 2 Elton Jantjies (25e, 69e) |                   | Essai(s) : 3 Israel Folau (10e), Marika Koroibete (45e, 55e) Transformation(s) : 3 Bernard Foley (11e, 46e, 57e) Pénalité(s) : 2 Bernard Foley (22e, 34e) | Free State Stadium, Bloemfontein Arbitre : Ben O'Keeffe |
| Samedi 30 septembre 2017 | |                   | | Free State Stadium, Bloemfontein Arbitre : Ben O'Keeffe |

| Titulaires · Andries Coetzee 15 · Dillyn Leyds 14 · Jesse Kriel 13 · 42e 69e Jan Serfontein 12 · 48e Courtnall Skosan 11 · Elton Jantjies 10 · 74e Ross Cronjé 9 · 18e Uzair Cassiem 8 · Siya Kolisi 7 · 65e Francois Louw 6 · Franco Mostert 5 · (cap.) Eben Etzebeth 4 · 17e 57e Ruan Dreyer 3 · Malcolm Marx 2 · 57e Tendai Mtawarira 1 · Remplaçants · Chiliboy Ralepelle 16 · 57e Steven Kitshoff 17 · 57e Trevor Nyakane 18 · 65e Pieter-Steph du Toit 19 · 18e Jean-Luc du Preez 20 · 74e Rudy Paige 21 · Handre Pollard 22 · 69e Damian de Allende 23 · Entraîneur · Allister Coetzee |  | Titulaires · 15 Israel Folau 10e · 14 Marika Koroibete 45e 55e · 13 Tevita Kuridrani · 12 Kurtley Beale 74e · 11 Reece Hodge · 10 Bernard Foley · 9 Will Genia 75e · 8 Sean McMahon · 7 Michael Hooper (cap.) · 6 Jack Dempsey 52e · 5 Adam Coleman 61e · 4 Izack Rodda 46e · 3 Sekope Kepu 61e · 2 Tatafu Polota-Nau 61e · 1 Scott Sio 69e · Remplaçants · 16 Stephen Moore 61e · 17 Tom Robertson 69e · 18 Allan Alaalatoa 61e · 19 Rob Simmons 46e · 20 Ned Hanigan 52e · 21 Lukhan Tui 61e · 22 Nick Phipps 75e · 23 Samu Kerevi 74e · Entraîneur · Michael Cheika |

| Samedi 30 septembre 2017 | Argentine | 10 - 36 (3 - 29) | Nouvelle-Zélande | Estadio José Amalfitani, Buenos Aires Arbitre : Jaco Peyper |
| Samedi 30 septembre 2017 | Essai(s) : 1 Juan Manuel Leguizamón (52e) Transformation(s) : 1 Nicolás Sánchez (54e) Pénalité(s) : 1 Nicolás Sánchez (4e Carton(s) jaune(s) : 2 Tomás Lavanini (21e), Ramiro Herrera (66e) |                  | Essai(s) : 5 Kieran Read (6e, 26e), Damian McKenzie (15e), Waisake Naholo (19e), David Havili (80e) Transformation(s) : 4 Beauden Barrett (6e, 20e, 27e, 80e) Pénalité(s) : 1 Beauden Barrett (3e) Carton(s) jaune(s) : 2 Matt Todd (37e), Kieran Read (50e) | Estadio José Amalfitani, Buenos Aires Arbitre : Jaco Peyper |
| Samedi 30 septembre 2017 | |                  | | Estadio José Amalfitani, Buenos Aires Arbitre : Jaco Peyper |

| Titulaires · Joaquín Tuculet 15 · Matías Moroni 14 · 57e Matías Orlando 13 · Jerónimo de la Fuente 12 · Emiliano Boffelli 11 · 54e Nicolás Sánchez 10 · 32e Tomás Cubelli 9 · 52e Juan Manuel Leguizamón 8 · 69e 77e Tomás Lezana 7 · 50e Pablo Matera 6 · 21e à 31e 50e 79e Tomás Lavanini 5 · 79e Guido Petti Pagadizábal 4 · 42e 69e 77e Nahuel Tetaz Chaparro 3 · 59e (cap.) Agustín Creevy 2 · 54e Lucas Noguera Paz 1 · Remplaçants · 59e Julián Montoya 16 · 54e Santiago García Botta 17 · 42e 66e à 76e Ramiro Herrera 18 · 50e Marcos Kremer 19 · 50e Javier Ortega Desio 20 · 32e Martín Landajo 21 · 54e Juan Martín Hernández 22 · 57e Santiago Cordero 23 · Entraîneur · Daniel Hourcade |  | Titulaires · 15 Damian McKenzie 15e · 14 Waisake Naholo 19e · 13 Anton Lienert-Brown · 12 Sonny Bill Williams 61e · 11 Rieko Ioane 69e · 10 Beauden Barrett · 9 Aaron Smith 50e · 8 Kieran Read (cap.) 6e 26e 50e à 60e · 7 Matt Todd 37e à 47e 65e · 6 Vaea Fifita 65e · 5 Scott Barrett · 4 Luke Romano · 3 Nepo Laulala 50e · 2 Dane Coles 54e · 1 Kane Hames 46e · Remplaçants · 16 Codie Taylor 54e · 17 Wyatt Crockett 46e · 18 Ofa Tu'ungafasi 50e · 19 Patrick Tuipulotu 65e · 20 Ardie Savea 65e · 21 TJ Perenara 50e · 22 Ngani Laumape 61e · 23 David Havili 69e 80e · Entraîneur · Steve Hansen |

## 6ejournée
| Samedi 7 octobre 2017 | Afrique du Sud | 24 - 25 (3 - 8) | Nouvelle-Zélande | Newlands Stadium, Cape Town Arbitre : Jérôme Garcès |
| Samedi 7 octobre 2017 | Essai(s) : 3 Ross Cronjé (44e), Jean-Luc du Preez (63e), Malcolm Marx (77e) Transformation(s) : 3 Elton Jantjies (44e, 78e), Handre Pollard (65e) Pénalité(s) : 1 Elton Jantjies (9e) Carton(s) rouge(s) : 1 Damian de Allende (75e) |                 | Essai(s) : 3 Ryan Crotty (31e), Rieko Ioane (58e), Damian McKenzie (68e) Transformation(s) : 2 Lima Sopoaga (59e, 70e) Pénalité(s) : 2 Beauden Barrett (11e), Lima Sopoaga (75e) | Newlands Stadium, Cape Town Arbitre : Jérôme Garcès |
| Samedi 7 octobre 2017 | |                 | | Newlands Stadium, Cape Town Arbitre : Jérôme Garcès |

| Titulaires · Andries Coetzee 15 · Dillyn Leyds 14 · Jesse Kriel 13 · 61e Jan Serfontein 12 · Courtnall Skosan 11 · 54e 70e Elton Jantjies 10 · 44e Ross Cronjé 9 · Francois Louw 8 · Pieter-Steph du Toit 7 · 54e Siya Kolisi 6 · 54e 75e Lood de Jager 5 · 75e (cap.) Eben Etzebeth 4 · 50e Ruan Dreyer 3 · 77e Malcolm Marx 2 · 77e Steven Kitshoff 1 · Remplaçants · Chiliboy Ralepelle 16 · 77e Trevor Nyakane 17 · 50e Wilco Louw 18 · 54e Franco Mostert 19 · 54e 63e Jean-Luc du Preez 20 · Rudy Paige 21 · 54e 70e Handre Pollard 22 · 61e 75e Damian de Allende 23 · Entraîneur · Allister Coetzee |  | Titulaires · 15 Damian McKenzie 68e · 14 Nehe Milner-Skudder 40+7e · 13 Ryan Crotty 31e · 12 Sonny Bill Williams · 11 Rieko Ioane 58e · 10 Beauden Barrett 32e · 9 Aaron Smith 59e · 8 Kieran Read (cap.) · 7 Sam Cane 46e · 6 Liam Squire · 5 Scott Barrett 65e · 4 Sam Whitelock · 3 Nepo Laulala 45e · 2 Dane Coles 45e · 1 Kane Hames 45e · Remplaçants · 16 Codie Taylor 45e · 17 Wyatt Crockett 45e · 18 Ofa Tu'ungafasi 45e · 19 Patrick Tuipulotu 65e · 20 Matt Todd 46e · 21 Tawera Kerr-Barlow 59e · 22 Lima Sopoaga 32e · 23 David Havili 40+7e · Entraîneur · Steve Hansen |

| Samedi 7 octobre 2017 | Argentine | 20 - 37 (13 - 13) | Australie | Estadio Malvinas Argentinas, Mendoza Arbitre : Mathieu Raynal |
| Samedi 7 octobre 2017 | Essai(s) : 3 Matías Alemanno (24e), Santiago González Iglesias (56e) Transformation(s) : 2 Nicolás Sánchez (24e, 57e) Pénalité(s) : 2 Nicolás Sánchez (29e, 37e) Carton(s) jaune(s) : 1 Marcos Kremer (69e) |                   | Essai(s) : 5 Marika Koroibete (19e), Reece Hodge (33e, 76e), Bernard Foley (51e), Will Genia (60e) Transformation(s) : 3 Bernard Foley (52e, 62e, 78e) Pénalité(s) : 2 Bernard Foley (14e, 70e) | Estadio Malvinas Argentinas, Mendoza Arbitre : Mathieu Raynal |
| Samedi 7 octobre 2017 | |                   | | Estadio Malvinas Argentinas, Mendoza Arbitre : Mathieu Raynal |

| Titulaires · 59e Joaquín Tuculet 15 · Matías Moroni 14 · Matías Orlando 13 · 56e Santiago González Iglesias 12 · Emiliano Boffelli 11 · 64e Nicolás Sánchez 10 · 78e Martín Landajo 9 · 58e Tomás Lezana 8 · 53e Javier Ortega Desio 7 · Pablo Matera 6 · 24e Matías Alemanno 5 · 69e à 79e Marcos Kremer 4 · 40e Nahuel Tetaz Chaparro 3 · 67e (cap.) Agustín Creevy 2 · 64e Lucas Noguera Paz 1 · Remplaçants · 67e Julián Montoya 16 · 64e Santiago García Botta 17 · 40e Enrique Pieretto 18 · 58e Benjamín Macome 19 · 53e Leonardo Senatore 20 · 78e Gonzalo Bertranou 21 · 64e Juan Martín Hernández 22 · 59e Santiago Cordero 23 · Entraîneur · Daniel Hourcade |  | Titulaires · 15 Israel Folau · 14 Marika Koroibete 19e 73e · 13 Tevita Kuridrani · 12 Kurtley Beale 67e · 11 Reece Hodge 33e 76e · 10 Bernard Foley 51e · 9 Will Genia 60e 73e · 8 Sean McMahon 64e · 7 Michael Hooper (cap.) · 6 Jack Dempsey · 5 Adam Coleman · 4 Izack Rodda 54e · 3 Sekope Kepu 53e · 2 Tatafu Polota-Nau 64e · 1 Scott Sio 64e · Remplaçants · 16 Stephen Moore 64e · 17 Tetera Faulkner 64e · 18 Allan Alaalatoa 53e · 19 Rob Simmons 54e · 20 Lukhan Tui 64e · 21 Nick Phipps 73e · 22 Samu Kerevi 67e · 23 Henry Speight 73e · Entraîneur · Michael Cheika |

## Statistiques

### Meilleurs marqueurs
| Rang | Joueur              | Équipe           | Essais |
| ---- | ------------------- | ---------------- | ------ |
| 1    | Israel Folau        | Australie        | 5      |
| -    | Rieko Ioane         | Nouvelle-Zélande | 5      |
| 3    | Damian McKenzie     | Nouvelle-Zélande | 4      |
| 4    | Beauden Barrett     | Nouvelle-Zélande | 3      |
| -    | Kurtley Beale       | Australie        | 3      |
| -    | Ryan Crotty         | Nouvelle-Zélande | 3      |
| -    | Will Genia          | Australie        | 3      |
| -    | Siya Kolisi         | Afrique du Sud   | 3      |
| -    | Marika Koroibete    | Australie        | 3      |
| -    | Nehe Milner-Skudder | Nouvelle-Zélande | 3      |

### Meilleurs réalisateurs
| Rang | Joueur          | Équipe           | Points | Essais | Transf. | Pén. | Drops |
| ---- | --------------- | ---------------- | ------ | ------ | ------- | ---- | ----- |
| 1    | Bernard Foley   | Australie        | 80     | 2      | 20      | 10   | 0     |
| 2    | Beauden Barrett | Nouvelle-Zélande | 70     | 3      | 23      | 3    | 0     |
| 3    | Elton Jantjies  | Afrique du Sud   | 68     | 1      | 15      | 11   | 0     |
| 4    | Nicolas Sanchez | Argentine        | 46     | 1      | 7       | 8    | 1     |